# Trafik
 For alternative betydninger, se Trafik (flertydig). (Se også artikler, som begynder med Trafik)
Trafik (af italiensk: traffico) er et begreb der dækker noget, der bevæger sig fra et sted til et andet.
Den mest brugte betydning af trafik, beskriver menneskers bevægelse mellem to steder – til lands, til vands eller i luften – til fods eller i køretøj.
Trafik kan også beskrive data, der sendes fra en elektronisk enhed til en anden.
Derudover kan trafik dække det begreb, at ting bliver flyttet – f.eks. "Der var en konstant narko-trafik over grænsen."
Den fysiske del af trafikken reguleres af lovgivning, der kan variere fra land til land. I Danmark er det især Færdselsloven, der regulerer trafikspørgsmål.